# Coatepec (kommun i Veracruz)
Coatepec är en kommun i Mexiko.   Den ligger i delstaten Veracruz, i den sydöstra delen av landet, 230 km öster om huvudstaden Mexico City.
Följande samhällen finns i Coatepec:
- Coatepec
- Tuzamapan
- Bella Esperanza
- Las Lomas
- El Grande
- Zimpizahua
- Colonia Obrera
- Cinco Palos
- Mariano Escobedo
- Puerto Rico
- Consolapan
- La Pitahaya
- Colonia Seis de Enero
- Lealtad Institucional
- Tepeapulco
- Colonia Plan de la Cruz
- San Jacinto
- San Alfonso
- La Galera
- Chopantla
- Mundo Nuevo
- La Herradura
- Mesa del Laurel